# 猶太人博物館 (布加勒斯特)

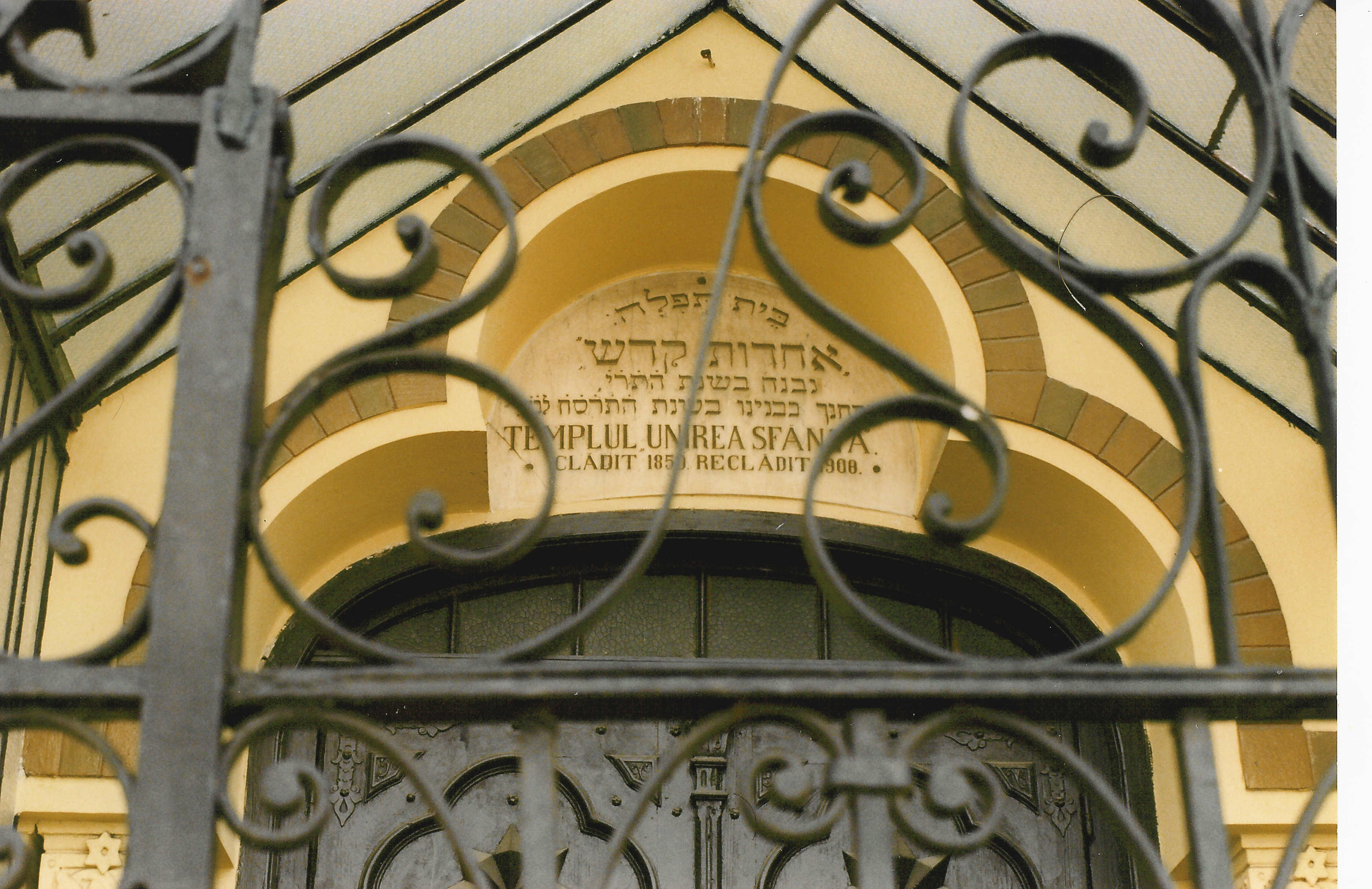

猶太人博物館（Jewish Museum）是羅馬尼亞布加勒斯特的一座博物館，位於舊聖聯合猶太會堂內（Templul Unirea Sfântă）。這座博物館主要的展示內容以羅馬尼亞猶太人歷史為主。

## 外部連結
- The drawing The Jew With a Book （页面存档备份，存于）, 1919-1920, by Iosif Iser, from the museum's collection.